# Bitwa pod Karkemisz
Bitwa pod Karkemisz – starcie zbrojne, które miało miejsce w 605 roku p.n.e. Bitwa zakończyła się zwycięstwem wojsk babilońskich pod wodzą Nabuchodonozora II nad armią egipską dowodzoną przez Necho II.
Po utracie w roku 612 p.n.e. Niniwy na rzecz Babilończyków nową stolicą Asyrii został Harran. W roku 610 p.n.e. scenariusz powtórzył się i Asyryjczycy zmuszeni zostali ponownie przenieść swoją stolicę, tym razem do Karkemisz.
W tym czasie doszło do sojuszu Asyrii z Egiptem, który w roku 609 p.n.e. wysłał swoje wojska przeciwko Babilończykom w kierunku Karkemisz. Armia egipska pod wodzą faraona Necho II w trakcie marszu natknęła się pod Megiddo na wojska króla Judy Jozjasza. W bitwie Jozjasz poniósł śmierć, a armia Judy została rozbita. Gdy Egipcjanie podeszli w końcu pod Karkemisz, gdzie połączyli się z wojskami Asyrii, doszło do bitwy, w której wojska sprzymierzeńców zostały pokonane ostatecznie przez Babilończyków pod wodzą Nabuchodonozora II.
Bitwa jest wspomniana w Księdze Jeremiasza (46; 3-12).